# Суперхерој
Суперхерој или суперјунак је измишљени лик који је познат по својој храбрости и племенитости и који углавном има живописни костим и име, као и надљудске способности. Суперхерој је посвећен борби против зла, одбраних људи и најчешће против суперзиловаца. Женска особа суперхерој назива се суперхероина или суперјунакиња. Од појаве Супермена 1938. године, којим је термин надахнут и који је помогао његовом дефинисању, приче о суперхеројима иду од епизодних авантура до деценијама дугих сага поставши засебан жанр фантастике.  Овај жанр је постао доминантан у америчком стрипу и проширио се на неколико других медија. Суперхероји су у стриповима обично одевени уским оделима јарких боја, налик на другу кожу, што је у филмовима (као и у стварности, нпр. на маскенбалима) спроведено употребом одела од спандекса.
Суперхероји долазе из широког спектра различитих позадина и порекла. Неки суперхероји (на пример, Бетмен и Ajрон Ман) добијају свој статус из напредне технологије коју креирају и користе, док други (као што су Супермен и Спајдермен) поседују нељудску или надљудску биологију или проучавају и практикују магију како би постигли своје способности (као што су Затана и Доктор Стрејнџ). Док је Dictionary.com дефиниција „суперхероја” „фигура, посебно у стрипу или цртаном филму, обдарена надљудским моћима и обично се приказује као борба против зла или злочина”, речник Меријам-Вебстер даје следећу дефиницију „измишљени херој који има изванредне или надљудске моћи; такође: изузетно вешта или успешна особа.” Изрази као што су маскирани борци против криминала, костимирани авантуристи или маскирани осветници се понекад користе да се односе на ликове као што је Дух, који се можда експлицитно и не називају суперхеројима, али ипак деле сличне особине.

## Историја

### 1900-е – 1939
Реч суперхерој датира из 1899. године. Претходници архетипа укључују такве митолошке ликове попут Гилгамеша, Ханумана, Персеја, Одисеја, Давида и полубогове као што је Херакле, као и фолклорне хероје као што је Робин Худ, који је познат по авантурама обучен у препознатљиву одећу. Инспирације из стварног живота иза костимираних суперхероја могу се пратити до „маскираних осветника“ америчког Старог Запада, као што су Виџиланти из Сан Дијега и Ћелави Нобери који су се борили и убијали одметнике носећи маске. Француски лик Луезел, створен 1909. године, може се класификовати као суперхероина.
Британска представа из 1903. The Scarlet Pimpernel, и дела која су проистекла из ње, популаризовали су идеју о маскираном осветнику и суперхеројској фигури тајног идентитета. Убрзо након тога, маскирани и костимирани ликови из пулп фикције као што су Џими Дејл/Сива фока (1914), Зоро (1919), Бак Роџерс (1928), Сенка (1930), Флеш Гордон (1934) и јунаци стрипова, као што су када је Фантом (1936) почели су да се појављују, као и ликови без костима са супер снагом, укључујући ликове из стрипова Паторузу (1928) и Попаја (1929) и лик романописца Филипа Вајлија, Хјуго Данер (1930). Још један рани пример био је Сарутоби Саске, јапански суперхерој нинџа из дечјих романа из 1910-их; до 1914. године, он је имао низ надљудских моћи и способности. У августу 1937. године, у колони писама часописа Thrilling Wonder Stories, реч суперхерој је коришћена да дефинише насловног лика стрипа Зарнак аутора Макса Плејстеда.
Током 1930-их, трендови су се спојили у неким од најранијих супермоћних костимираних хероја, као што су јапански Огон Бат (1931) и Принц од Гаме (раних 1930-их), који се први пут појавио у камишибају (нека врста хибридног медија који комбинује слике са причама уживо), Мађионичар Мандрагор (1934), Олга Месмер (1937) а затим Супермен (1938) и Капетан Марвел (1939) на почетку златног доба стрипова. Тачна ера златног доба стрипова је спорна, иако се већина слаже да је започела лансирањем Супермена 1938. године. Супермен је остао један од најпрепознатљивијих суперхероја, а његов успех је изнедрио нови архетип ликова са тајним идентитетима и надљудским моћима. Крајем деценије, 1939. године, Бетмена су створили Боб Кејн и Бил Фингер.